# Arc supralatéral

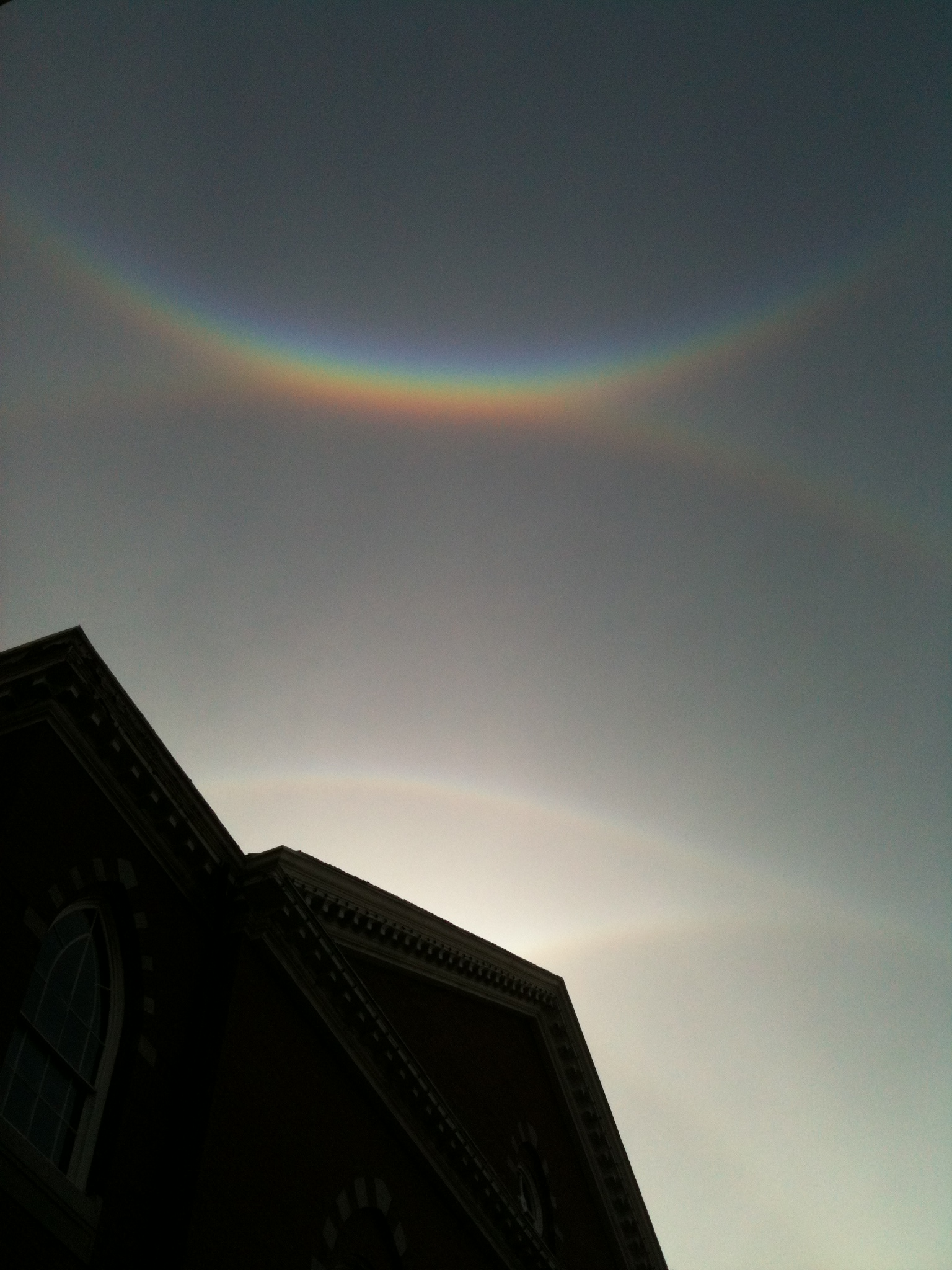
De haut en bas : arc circumzénithal, arc supralatéral, arc de Parry et arc tangent supérieur.

L’arc supralatéral est un membre relativement rare de la famille des halos qui dans sa forme complète apparaît comme une bande aux couleurs de l'arc-en-ciel en large arc de cercle au-dessus du soleil, ou de la lune, et qui a l'air de l'encercler à environ deux fois la distance du petit halo (halo de 22°). En réalité, ce photométéore ne forme pas un cercle et ne peut être trouvé qu'au-dessus du cercle parhélique. En dessous de celui-ci, les arcs équivalents sont appelés arcs infralatéraux. 
L'arc supralatéral touche la base de l'arc circumzénithal (beaucoup plus fréquent) et est souvent confondu avec le grand halo (halo de 46°). Comme dans tous les halos colorés, l'arc a son côté rouge dirigé vers le soleil (ou la lune), sa partie bleue est à l'opposé.

## Formation
Les arcs supralatéraux se forment lorsque la lumière traverse des colonnes de cristaux de glace, orientées horizontalement, par leur base hexagonale et en ressortent par l'une des faces du prisme.

## Description
Un arc supralatéral change son apparence selon la hauteur de l'astre au-dessus de l'horizon. Quand ce dernier est inférieure à 15°, les côtés de l'arc supralatéral touche le grand halo (halo de 46°) et si cet angle est nul, les points de contact sont à la même hauteur que le soleil. Aux élévation entre 15 et 27 degrés, l'arc supralatéral chevauche presque le grand halo ce qui les rend difficiles à distinguer. En fait, beaucoup d'observations du grand halo semblent avoir été réellement été l'observations de l'arc supralatéral. À des élévations entre 27° et 32°, l'arc supralatéral devient significativement plus élevé dans le ciel que le grand halo, puis disparaît à des élévations plus grandes. 
La présence d'un arc circumzénithal peut aider à distinguer l'arc supralatéral du grand halo, car il touche l'arc supralatéral à toutes élévations. Mais pour des élévations entre 15° et 27°, ceci est également valable pour le halo de 46°. Une autre possibilité comment distinguer les deux halos l'un de l'autre est la couleur du phénomènes : dans la plupart des cas, le grand halo est blanc, avec parfois un rebord interne rougeâtre, amis l'arc supralatéral est beaucoup plus coloré et les couleurs bleues et vertes sont également très visibles. Il peut même devenir aussi coloré et lumineux qu'un arc en ciel.